# Королевское астрономическое общество

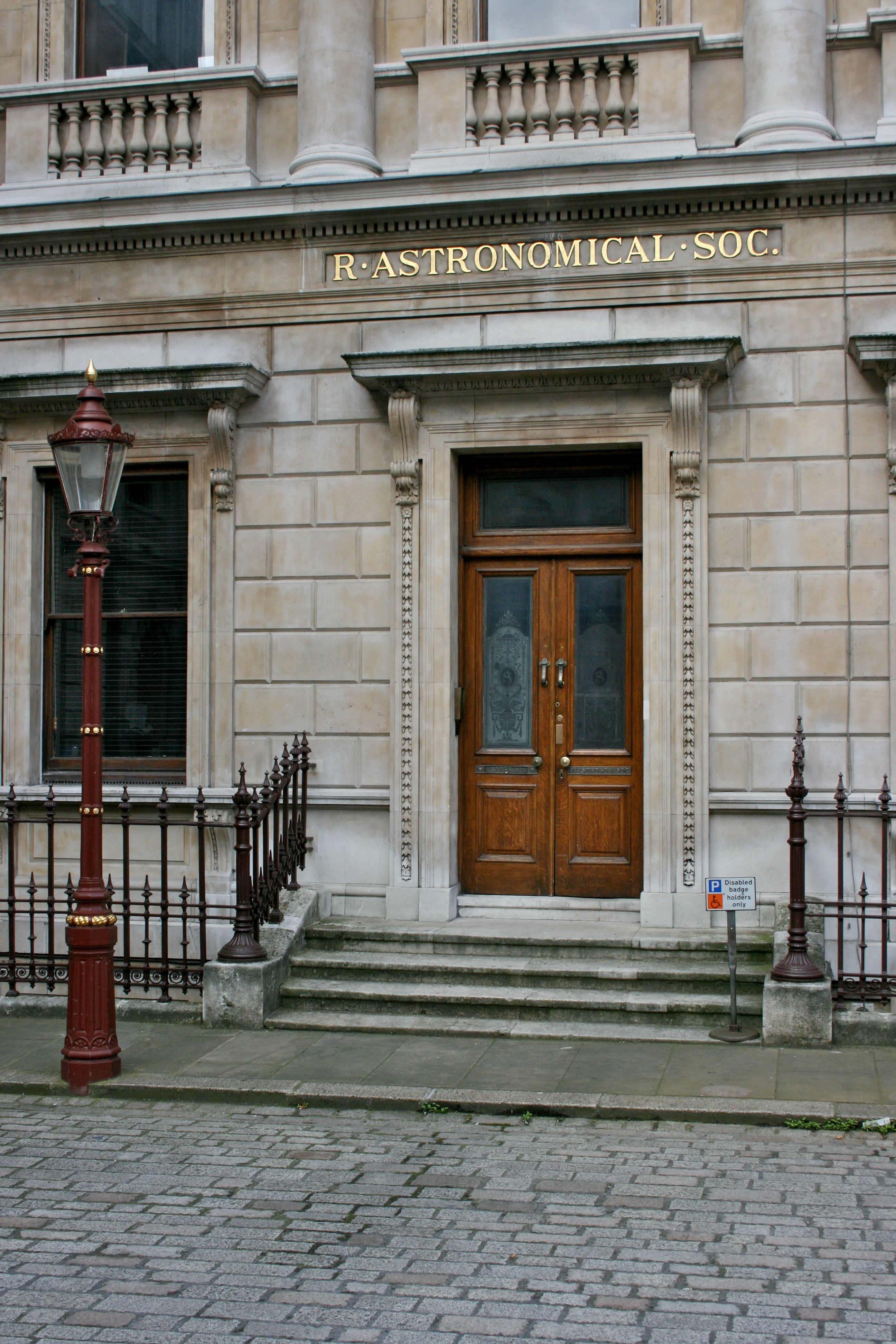
Вход в Королевское астрономическое общество, Бёрлингтон-хаус

Королевское астрономическое общество (англ. Royal Astronomical Society) — научное общество Великобритании, основанное в 1820 году под названием Астрономическое общество Лондона (Astronomical Society of London) для поддержки астрономических исследований, которые изначально по большей части проводились астрономами-любителями. В 1831 году общество получило королевские привилегии от короля Вильгельма IV и обрело современное наименование. В 1915 году доступ в общество получили женщины.
Общество представляет Великобританию в Международном астрономическом союзе. Его задачами являются содействие развитию астрономии, геофизики, исследований Солнечной системы и смежных научных дисциплин.
Заседания общества проходят в Бёрлингтон-хаусе на улице Пикадилли в Лондоне, а также по всему Соединённому Королевству.

## Публикации
Одним из важнейших направлений деятельности Общества является издание реферативных журналов, два из которых являются
всемирно известными — «Заметки королевского астрономического общества» (Monthly Notices of the Royal Astronomical Society (MNRAS), выходит с 1827 года) и с 1989 года — «Международный геофизический журнал» (англ. Geophysical Journal International (GeoJI)), совместно с Германским Геофизическим обществом), а также, с 1997 года — журнал «Астрономия и геофизика» (англ. Astronomy & Geophysics (A&G)).

## Членство
Членство в Обществе является фиксированным, и его члены могут официально ссылаться при общении на статус FRAS (Fellow of the Royal Astronomical Society). Членом Общества может быть любое лицо старше 18 лет, соответствующее требованиям общества. Поскольку Общество было создано во времена, когда профессиональные астрономы были немногочисленны, для вступления не требуется подтверждения профессиональной компетенции, тем не менее три четверти членов общества являются профессиональными астрономами и геофизиками. В 2003 году число членов Общества перевалило за 3000, из которых около 1000 проживают за пределами Великобритании.

## Друзья
В 2009 году был введён новый статус для людей, интересующихся астрономией или геофизикой, но не имеющих профессиональной квалификации в этих отраслях. Они могут стать Друзьями Королевского астрономического общества (англ. Friends of the RAS).

## Собрания
С сентября по июнь Общество проводит ежемесячные собрания, которые проходят во вторую пятницу месяца. На собраниях обсуждаются актуальные проблемы геофизики и астрономии. Кроме того, Общество ежегодно проводит Национальный астрономический съезд и отдельные мероприятия в разных частях Великобритании.

## Библиотека
Библиотека Общества получает на регулярной основе более 300 периодических изданий по астрономии и геофизике, а также располагает более чем 10 тысячами наименований книг различного уровня — от популярных изданий до трудов научных конференций. Коллекция редких книг по астрономии библиотеки Общества по своему богатству уступает только собранию Королевской обсерватории в Эдинбурге. Наряду с членами Общества, его библиотекой пользуется широкий круг астрономов, геофизиков и историков.

## Образование
Общество также вовлечено в популяризацию астрономии для населения через мероприятия для студентов, учителей, общественности и СМИ. Общество оказывает консультации для экзаменационных систем Великобритании, таких как выпускные экзамены в школе и экзамены на уровень A-level (англ. GCE Advanced Level).

## Награды
Общество присуждает ряд наград, среди которых:
- Высшая награда общества — Золотая медаль, вручается ежегодно за выдающиеся достижения в геофизике, солнечной физике, солнечно-земной физике, или науках о земле («G-награда»), либо за достижения в астрономии, космологии, астрофизике, астрохимии и т. д. («А-награда»).
- Медаль Эддингтона — вручается раз в год за выдающиеся исследования в теоретической астрофизике;
- Медаль Гершеля — вручается ежегодно за выдающиеся исследования в наблюдательной астрофизике;
- Медаль Чепмена — вручается ежегодно за выдающиеся исследования в солнечно-земной физике, включая геомагнетизм и аэрономию;
- Медаль Прайс — вручается за выдающиеся исследования в геофизике, океанографии, или науках о земле;
- Медаль Джексон-Гвилт — вручается за изобретения, усовершенствования или развитие астрономических инструментов или методов, достижения в наблюдательной астрономии или исследования в области истории астрономии[4].

## Ассоциированные общества
Общество финансирует работу ряда тематических сообществ, многие из которых носят междисциплинарный характер и финансируются совместно с другими организациями, в том числе:
- Британское Астробиологическое общество
- Астрофизическая группа
- Астрохимическая группа
- Британская Геофизическая ассоциация
- Группа магнитосферы, ионосферы и солнечно-земной физики
- Планетный форум Соединённого Королевства
- Группа физики Солнца Соединённого Королевства.

## Руководство
По состоянию на апрель 2020 года пост президента общества занимал 91 человек. Первым президентом был Уильям Гершель, избранный в 1821 году, хотя он никогда не председательствовал на заседаниях общества. Некоторые президенты подавали в отставку до истечения срока полномочий (как правило, по состоянию здоровья). Фрэнсис Бэйли и Джордж Эйри избирались на пост президента по четыре раза каждый. Ф.Бэйли проработал в качестве президента в общей сложности 8 лет, Эйри — 7 лет. С 1903 года ни один президент не избирался на эту должность повторно.
С 2018 года пост президента занимает профессор Майк Круз.

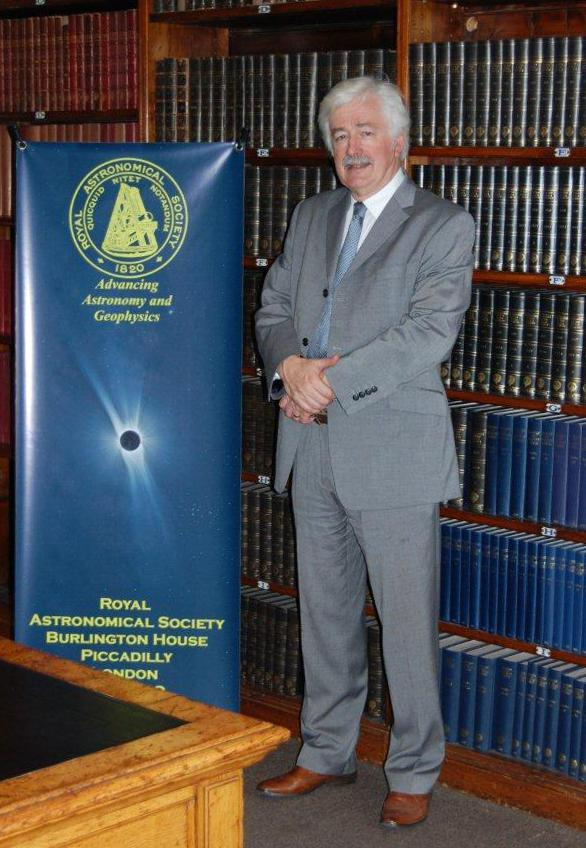
Дэвид Саутвуд, президент Королевского астрономического общества в 2012 −2014 годах

Перечень Президентов Общества с 1992:
- 1992 — Мартин Джон Рис
- 1994 — Кэрол Джордан — первая женщина — президент Королевского астрономического общества
- 1996 — Малкольм Лонгейр
- 1998 — Дэвид Уильямс
- 2000 — Найджел Вайс
- 2002 — Джоселин Белл Бернелл
- 2004 — Кэтрин Уэлер
- 2006 — Майкл Роуэн-Робинсон
- 2008 — Эндрю Фабиан
- 2010 — Роджер Дэвис
- 2012 — Дэвид Саутвуд
- 2014 — Мартин Барстоу[7]
- 2016 — Джон Зарнецки
- 2018 — настоящее время Майк Круз.